# ݲ
Ḥā petit ṭāʾ suscrit ‹ ݲ › est une lettre additionnelle de l’alphabet arabe utilisée dans l’écriture du torwali. Elle est composée d’un ḥā ‹ ح › diacrité d’un petit ṭāʾ suscrit ou d’un jīm ‹ ج › diacrité d’un petit ṭāʾ suscrit au lieu d’un point souscrit.

## Utilisation
En torwali, ‹ ݲ › représente une consonne affriquée rétroflexe voisée [ɖʐ], transcrite j point souscrit ‹ j̣ › avec l’alphabet latin.